# 마이사카정
마이사카정(舞阪町)은 시즈오카현 하마나군에 설치되었던 정이다. 현재의 하마마쓰시 남서부에 해당한다.

## 역사
- 1889년 4월 1일 - 정촌제 시행으로 하마나군 마이사카정이 성립하였다.
- 1896년 4월 1일 - 시키치 군이 일부를 제외하고 하마나 군이 되어 하마나 군 마이사카 정이 되었다.
- 2005년 7월 1일 - 하마마쓰시에 편입돼 마이사카정은 소멸하였다.

## 교통

### 도로
- 국도 제1호선
- 국도 제42호선
- 국도 제257호선